# Censerey
Censerey est une commune française située dans le canton d'Arnay-le-Duc du département de la Côte-d'Or, en région Bourgogne-Franche-Comté.

## Géographie

### Climat
Pour des articles plus généraux, voir Climat de la Bourgogne-Franche-Comté et Climat de la Côte-d'Or.
En 2010, le climat de la commune est de type climat océanique dégradé des plaines du Centre et du Nord, selon une étude du Centre national de la recherche scientifique s'appuyant sur une série de données couvrant la période 1971-2000. En 2020, Météo-France publie une typologie des climats de la France métropolitaine dans laquelle la commune est exposée à un climat océanique altéré et est dans la région climatique  Lorraine, plateau de Langres, Morvan, caractérisée par un hiver rude (1,5 °C), des vents modérés et des brouillards fréquents en automne et hiver. 
Pour la période 1971-2000, la température annuelle moyenne est de 10 °C, avec une amplitude thermique annuelle de 16,3 °C. Le cumul annuel moyen de précipitations est de 855 mm, avec 11,1 jours de précipitations en janvier et 7,3 jours en juillet. Pour la période 1991-2020, la température moyenne annuelle observée sur la station météorologique de Météo-France la plus proche, « Arnay_sapc », sur la commune de Saint-Prix-lès-Arnay à 14 km à vol d'oiseau, est de 10,5 °C et le cumul annuel moyen de précipitations est de 799,9 mm,. Pour l'avenir, les paramètres climatiques de la commune estimés pour 2050 selon différents scénarios d'émission de gaz à effet de serre sont consultables sur un site dédié publié par Météo-France en novembre 2022.

## Urbanisme

### Typologie
Au 1er janvier 2024, Censerey est catégorisée commune rurale à habitat très dispersé, selon la nouvelle grille communale de densité à 7 niveaux définie par l'Insee en 2022.
Elle est située hors unité urbaine et hors attraction des villes,.

### Occupation des sols
L'occupation des sols de la commune, telle qu'elle ressort de la base de données européenne d’occupation biophysique des sols Corine Land Cover (CLC), est marquée par l'importance des territoires agricoles (89,8 % en 2018), une proportion identique à celle de 1990 (89,8 %). La répartition détaillée en 2018 est la suivante : prairies (62,8 %), terres arables (22,5 %), forêts (7,3 %), zones agricoles hétérogènes (4,5 %), milieux à végétation arbustive et/ou herbacée (2,9 %). L'évolution de l’occupation des sols de la commune et de ses infrastructures peut être observée sur les différentes représentations cartographiques du territoire : la carte de Cassini (XVIIIe siècle), la carte d'état-major (1820-1866) et les cartes ou photos aériennes de l'IGN pour la période actuelle (1950 à aujourd'hui).

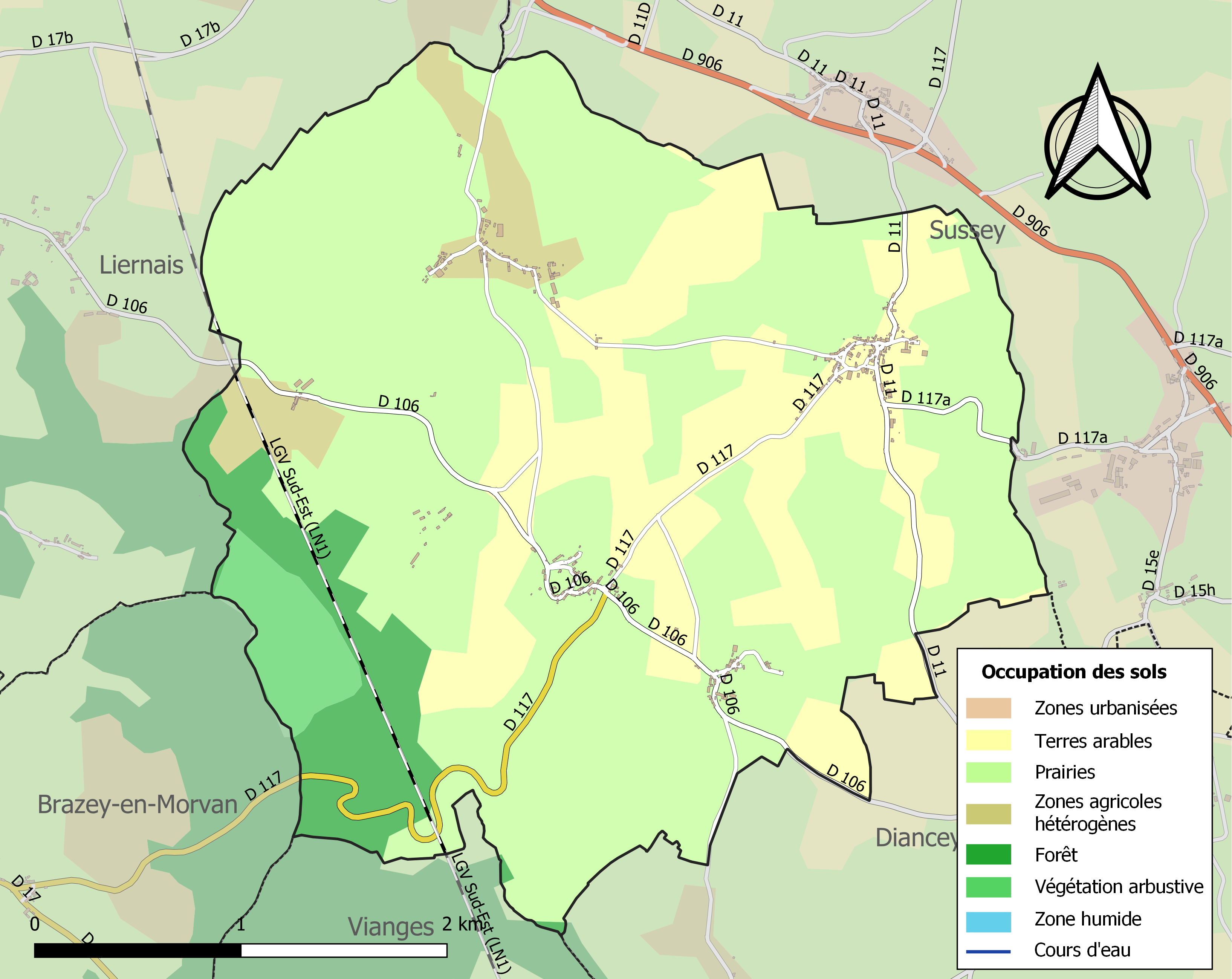
Carte des infrastructures et de l'occupation des sols de la commune en 2018 (CLC).

## Politique et administration
| Période                                  | Période   | Identité          | Étiquette | Qualité                                             |
| ---------------------------------------- | --------- | ----------------- | --------- | --------------------------------------------------- |
| vers 1970                                |           | Jean Chalumeau    |           |                                                     |
| mars 1977                                | mars 2008 | Louis Grillot     | DVD       | Sénateur (1998-2008) Conseiller général (1989-2001) |
| mars 2008                                | en cours  | Geneviève Mortier | DVD       | Retraitée                                           |
| Les données manquantes sont à compléter. |           |                   |           |                                                     |

## Démographie
L'évolution du nombre d'habitants est connue à travers les recensements de la population effectués dans la commune depuis 1793. Pour les communes de moins de 10 000 habitants, une enquête de recensement portant sur toute la population est réalisée tous les cinq ans, les populations de référence des années intermédiaires étant quant à elles estimées par interpolation ou extrapolation. Pour la commune, le premier recensement exhaustif entrant dans le cadre du nouveau dispositif a été réalisé en 2005.

En 2022, la commune comptait 180 habitants, en évolution de +3,45 % par rapport à 2016 (Côte-d'Or : +0,82 %, France hors Mayotte : +2,11 %).
| 1793 | 1800 | 1806 | 1821 | 1831 | 1836 | 1841 | 1846 | 1851 |
| ---- | ---- | ---- | ---- | ---- | ---- | ---- | ---- | ---- |
| 428  | 475  | 456  | 516  | 556  | 568  | 591  | 615  | 589  |

| 1856 | 1861 | 1866 | 1872 | 1876 | 1881 | 1886 | 1891 | 1896 |
| ---- | ---- | ---- | ---- | ---- | ---- | ---- | ---- | ---- |
| 542  | 570  | 579  | 553  | 550  | 557  | 527  | 501  | 505  |

| 1901 | 1906 | 1911 | 1921 | 1926 | 1931 | 1936 | 1946 | 1954 |
| ---- | ---- | ---- | ---- | ---- | ---- | ---- | ---- | ---- |
| 511  | 502  | 456  | 400  | 383  | 352  | 349  | 335  | 312  |

| 1962 | 1968 | 1975 | 1982 | 1990 | 1999 | 2005 | 2006 | 2010 |
| ---- | ---- | ---- | ---- | ---- | ---- | ---- | ---- | ---- |
| 287  | 264  | 237  | 214  | 209  | 167  | 178  | 178  | 178  |

| 2015 | 2020 | 2022 | - | - | - | - | - | - |
| ---- | ---- | ---- | - | - | - | - | - | - |
| 175  | 177  | 180  | - | - | - | - | - | - |

## Personnalités liées à la commune
- Louis-Jean-Baptiste Berthiot. Né en 1807, décédé en 1857. Fils de Louis Berthiot (1756+1821) huissier de Censerey, il part s'établir à Paris et y devient opticien. Avec son beau-père Louis-Alexis Bourot (1796+1851), ancien compagnon meunier de Sézanne devenu opticien lui aussi à Paris, il fonde une entreprise d'optique. Tous deux se dotent d'un atelier de transformation de verres ophtalmiques minéraux qu'ils logent dans un moulin à eau au nord-ouest de Sézanne (Marne) en 1838, puis au moulin Saint-Hubert aux portes de Sézanne en 1846. Son fils Alfred Berthiot (1838+1870) poursuit l'entreprise. Marie-Anne-Zulma François (née en 1840), veuve de ce dernier se remarie avec monsieur Benoist et change son patronyme en 1870. L'entreprise Benoist-Berthiot va perdurer jusqu'en 1974 mais quittera la descendance Berthiot en 1924 à la suite du décès de deux fils au champ d'honneur de la Grande Guerre. L'entreprise est aujourd'hui intégrée au sein de la SAS BB-GR, société du groupe Essilor, et est un opérateur majeur en France et en Europe. Il s'agit apparemment de la plus ancienne société d'optique en activité continue dans le monde.
- Claudine-Hélène Berthiot. Née en 1799, décédée en 1875. Sœur aînée du précédent. Elle achète en 1870 le moulin à eau de Pongelot, sur la commune de Poigny (Seine-et-Marne), pour y fixer une activité de surfaçage de verres ophtalmiques minéraux, concurrençant directement celle de Zulma François-Benoist, veuve de son neveu. Elle y décède. Son entreprise sera revendue par sa petite-fille Julie Mazeau en 1907. Depuis, elle a pris les noms de Gaston Guilbert, puis Guilbert-Routit. Elle subsiste en 2013, désormais alliée à Benoist-Berthiot depuis 1974 sous la bannière d'Essilor.
- Jeanne Rozès, née GIBOULOT, née le 14-12-1889 à Censerey - Résistante - Morte en déportation au camp de Ravensbrück, le 21-02-1945 (source : le livre mémorial des déportés de France, tome 3 page 116).

## Héraldique
| Blason | Blasonnement : D'azur à la croix d'or accompagnée en chef de deux grenades d'or à la chair de gueules. |